# Clifford den stora röda hunden
Clifford den stora röda hunden (engelska: Clifford the Big Red Dog) är en amerikansk/kanadensisk/brittisk långfilm från 2021 i regi av Walt Becker, samt baserad på författaren Norman Bridwells bokserie med samma namn. I rollerna syns Jack Whitehall, Darby Camp, Tony Hale, Sienna Guillory, David Alan Grier, Russell Wong, Kenan Thompson och John Cleese. 
Filmen hade biopremiär i Sverige den 10 december 2021, utgiven av Paramount Pictures.

## Rollista (i urval)
| Karaktär                         | Skådespelare        | Svensk röst[källa behövs] |
| -------------------------------- | ------------------- | ------------------------- |
| Emily Elizabeth Howard           | Darby Camp          | Tyra Ottosson             |
| Casey Porter                     | Jack Whitehall      | Leo Hallerstam            |
| Zac Tieran                       | Tony Hale           | Rolf Lydahl               |
| Maggie Howard                    | Sienna Guillory     | Thérèse Andersson         |
| Herr Packard (Mr. Packard)       | David Alan Grier    | Adam Fietz                |
| Herr Yu (Mr. Yu)                 | Russell Wong        | Patrik Martinsson         |
| Herr Bridwell (Mr. Bridwell)     | John Cleese         | Ralph Carlsson            |
| Owen Yu                          | Izaac Wang          | Vilgot Rasmussen          |
| Cliffords veterinär              | Kenan Thompson      | Kodjo Akolor              |
| Fru Crullerman (Mrs. Crullerman) | Tovah Feldshuh      | Vicki Benckert            |
| Malik                            | Russell Peters      | Jamil Drissi              |
| Herr Jarvis (Mr. Jarvis)         | Keith Ewell         | David Lenneman            |
| Florence                         | Mia Ronn            | Kiana Blanckert           |
| Raul                             | Horatio Sanz        | Ivan Mathias Petersson    |
| Lucille                          | Rosie Perez         | Astrid Assefa             |
| Albert                           | Alex Moffat         | Christian Hedlund         |
| Colette                          | Jessica Keenan Wynn | Moa Segerfeldt            |
| Polischef Watkins                | Ty Jones            | Peter Gardiner            |
| Fru Jarvis (Mrs. Jarvis)         | Bear Allen-Blaine   | Ayla Kabaca               |